# Lammassaari (ö i Birkaland, Tammerfors, lat 61,33, long 23,31)
Lammassaari är en ö i Finland. Den ligger i sjön Suonojärvi och i kommunen Vesilax i den ekonomiska regionen Tammerfors och landskapet Birkaland, i den södra delen av landet, 150 km nordväst om huvudstaden Helsingfors. Öns area är 0,6 hektar och dess största längd är 110 meter i nord-sydlig riktning.